# Béole
Béole est un hameau belge de l'ancienne commune de Flostoy, situé dans la commune de Havelange et la province de Namur.